# لافاييت مورغان
لافاييت مورغان (بالإنجليزية: Lafayette Morgan)‏ هو اقتصادي ليبيري، ولد في 10 فبراير 1931، وتوفي في 26 أبريل 2005.